# Assis Giovanaz
Assis Giovanaz (Garibaldi, 4 ottobre 1989) è un calciatore brasiliano, portiere del Garibaldi.

## Carriera

### Club
Cresciuto nelle giovanili dell'América-MG, viene acquistato dal Belenenses nel 2007.
Debutta nella prima divisione portoghese il 13 febbraio 2010, giocando da titolare il match perso 2-0 contro il Benfica.

## Statistiche

### Presenze e reti nei club
Statistiche aggiornate al 3 giugno 2017.
| Stagione                 | Squadra                  | Campionato               | Campionato | Campionato | Coppe nazionali | Coppe nazionali | Coppe nazionali | Coppe continentali | Coppe continentali | Coppe continentali | Altre coppe | Altre coppe | Altre coppe | Totale | Totale |
| Stagione                 | Squadra                  | Comp                     | Pres       | Reti       | Comp            | Pres            | Reti            | Comp               | Pres               | Reti               | Comp        | Pres        | Reti        | Pres   | Reti   |
| ------------------------ | ------------------------ | ------------------------ | ---------- | ---------- | --------------- | --------------- | --------------- | ------------------ | ------------------ | ------------------ | ----------- | ----------- | ----------- | ------ | ------ |
| 2009-2010                | Belenenses               | PL                       | 2          | -2         | TP+TL           | 0+1             | 0;-1            |                    | -                  | -                  |             | -           | -           | 3      | -3     |
| 2010-2011                | Lousada                  | SD                       | 13         | -20        | TP+TL           | 1+0             | -1;0            |                    | -                  | -                  |             | -           | -           | 14     | -21    |
| 2011-2012                | Freamunde                | SL                       | 14         | -22        | TP+TL           | 0+3             | 0;-4            |                    | -                  | -                  |             | -           | -           | 17     | -26    |
| 2012-2013                | Vitória Guimarães        | PL                       | 1          | -2         | TP+TL           | 0               | 0               |                    | -                  | -                  |             | -           | -           | 1      | -2     |
| 2013-2014                | Vitória Guimarães        | PL                       | 1          | -4         | TP+TL           | 1+1             | -2;-2           | UEL                | 0                  | 0                  |             | -           | -           | 3      | -8     |
| 2014-2015                | Vitória Guimarães        | PL                       | 16         | -13        | TP+TL           | 1+0             | -2;0            |                    | -                  | -                  |             | -           | -           | 17     | -15    |
| 2015-2016                | Vitória Guimarães        | PL                       | 0          | 0          | TP+TL           | 0               | 0               | UEL                | 0                  | 0                  |             | -           | -           | 0      | 0      |
| Totale Vitoria Guimaraes | Totale Vitoria Guimaraes | Totale Vitoria Guimaraes | 18         | -19        |                 | 3               | -6              |                    | 0                  | 0                  |             | -           | -           | 21     | -25    |
| 2016-2017                | Leixões                  | SL                       | 20         | -18        | TP+TL           | 3+0             | -8;0            |                    | -                  | -                  |             | -           | -           | 23     | -26    |
| Totale carriera          | Totale carriera          | Totale carriera          | 67         | -81        |                 | 11              | -20             |                    | 0                  | 0                  |             | -           | -           | 78     | -101   |

## Palmarès
- Taça de Portugal: 1

Vitória Guimarães: 2012-2013